# Cássia Eller
Cássia Eller, född 10 december 1962, död 29 december 2001 var en brasiliansk musiker.

## Diskografi

### Studioalbum
- 1990 Cássia Eller
- 1992 O Marginal
- 1994 Cássia Eller
- 1997 Veneno AntiMonotonia
- 1999 Com Você... Meu Mundo Ficaria Completo
- 2002 Dez de Dezembro

### Livealbum
- 1996 Cássia Eller Ao Vivo
- 1998 Veneno Vivo
- 2000 Cássia Rock Eller
- 2001 Acústico MTV

### Samlingsalbum
- 1997 Minha História
- 1997 Música Urbana
- 1998 Millennium
- 2002 Série Gold
- 2003 Perfil
- 2004 A Arte de Cássia Eller
- 2004 I Love MPB
- 2005 Novo Millennium

### DVD:er
- 2000 Com Você... Meu Mundo Ficaria Completo
- 2001 Acústico MTV